# Villars-Tiercelin
Villars-Tiercelin is een plaats en voormalige gemeente in het Zwitserse kanton Vaud.
Villars-Tiercelin telt 379 inwoners.

## Geschiedenis
Voor 2008 maakte de gemeente deel uit van het toenmalige district Echallens. Op 1 januari 2008 werd de gemeente deel uit van het nieuwe district Gros-de-Vaud.
Op 1 januari 2011 fuseerde de gemeente met de gemeentes Montaubion-Chardonney, Peney-le-Jorat, Sottens en Villars-Mendraz tot de nieuwe gemeente Jorat-Menthue.
- Gemeinsame Normdatei: 1074892259
- Historisch woordenboek van Zwitserland: 002381